# Сомов, Захар Константинович
Захар Константинович Сомов (1787 — не ранее 1821) — подполковник русской императорской армии, герой Отечественной войны 1812 года, участник Бородинского сражения.

## Биография
Родился в Острогожском уезде в дворянской семье в 1787 году. В службу вступил 26 января 1808 года юнкером в Уланский Его Высочества полк; 12 марта 1809 года был произведён в портупей-юнкера, 22 октября того же года в корнеты и 12 декабря переведён в лейб-гвардии драгунский полк с переименованием в прапорщики; 21 мая 1810 года был произведён поручиком с переводом в Киевский драгунский полк.
Войну начал штабс-капитаном (был произведён 5 июня 1812 года); сражался: 28 июня — при Мире, 11 июля — при Новоселках и Султановке, 14 августа — при Лужках, 15 августа — под Новониколаевым, с 20 по 24 августа — в ретираде от Гжатской пристани к селу Бородино, 24 и 26 августа — в сражении при Бородине, где он был ранен пулей в ногу.
С 20 мая по 1 августа 1813 года находился на аванпостах при Пурнике, 7 августа — в сражении при Цоптен, 11 августа — при Гольберге, 14 августа — при Гертсдорфе, с 25 декабря по 12 января 1814 года — при блокаде крепости Касселя, а с 25 по 28 января того же года — при крепости Майнце, 26 января — при взятии Реймса, 15 марта — в авангарде при переправе через реку Марн и за отличие оказанное при этой переправе был произведён в капитаны. Участвовал также при взятии Парижа.
С 12 апреля 1815 года — в походе в Польше, Германии и Франции и при блокаде крепостей Люценштейна, Метца. Высочайшим приказом 12 марта 1821 года был уволен со службы в отставку с мундиром, и пенсионом полного содержания с производством в подполковники.
Последние годы своей жизни провёл в своём имении в Острогожском уезде. Дальнейшая его судьба неизвестна. Его имя было выбито на 15-й стене Храма Христа Спасителя.

## Награды
- Орден Святого Владимира 4-й ст. с бантом — за участие в Бородинском сражении
- Серебряная медаль на Андреевской ленте — за участие в кампании 1812 года